# 구글 옵티마이즈
구글 옵티마이즈(Google Optimize)는 지속적으로 각기 다른 웹사이트 콘텐츠 조합을 테스트함으로써 온라인 마케터들과 웹마스터들이 방문자 전환율과 전반적인 방문객 만족도를 개선시키는데 도움을 주었던 웹사이트 최적화 도구이다.
2012년 6월 1일, 구글은 구글 웹사이트 옵티마이저(구글 옵티마이즈의 전작)를 별도의 제품으로 발표하였다가 2012년 8월 1일 종료시켰다가 해당 기능은 구글 애널리틱스에 "구글 애널리틱스 콘텐츠 실험"이라는 이름으로 통합되었다.
그러나 구글은 구글 옵티마이즈를 이용하여 구글 웹사이트 옵티마이저를 부활시켰으며 애널리틱스와 함께 동작하며 각기 다른 테스트들을 페이지상의 콘텐츠와 함께 동작시킬 수 있게 한다. 구글 옵티마이즈를 이용함으로써 웹마스터는 웹사이트 빌더에 직접 접근하지 않고도 쉽게 자신들의 웹사이트의 변경을 수행할 수 있다.

## 같이 보기
- 구글 애널리틱스
- 구글 검색 콘솔
- 구글 트렌드
- 구글 검색
- 구글 애즈
- Gmail
- 구글 드라이브